# Фуэнтес, Николас
Доми́нго Ни́колас Фуэ́нтес Зега́рра (исп. Domingo Nicolás Fuentes Zegarra; 20 декабря 1941, Лима — 28 октября 2015, Кальяо) — перуанский футболист, играл на позиции левого защитника; участник чемпионата мира по футболу 1970 года.

## Биография

### Клубная карьера
Фуэнтес на протяжении трёх сезонов играл за «Атлетико Чалако».
В 1964 году Фуэнтес перешёл в «Университарио», за который он отыграл семь сезонов и выиграл четыре чемпионских титула. Фуэнтеса выделяли как техничного и грамотного защитника, владеющим умением забивать голы и отбирать мяч у соперников.
В 1971 году Фуэнтес стал игроком клуба «Дефенсор Лима», в котором он отыграл два сезона. В 1973 году Фуэнтес вернулся в «Атлетико Чалако», в котором играл в течение одного сезона. Его последним клубом в карьере стал «Спортинг Кристал», в котором в 1974 году он завершил карьеру в возрасте 33 лет.

### Карьера в сборной
В составе сборной Перу Фуэнтес был основным игроком на чемпионате мира по футболу 1970 года, где сыграл в четырёх матчах на турнире. Всего за сборную Перу сыграл 17 матчей, в которых не забил ни одного мяча.

### Смерть
Скончался 28 октября 2015 года в возрасте 73 лет после продолжительной болезни.

## Достижения
«Университарио»
- Чемпион Перу (4): 1964, 1966, 1967, 1969